# Glenda

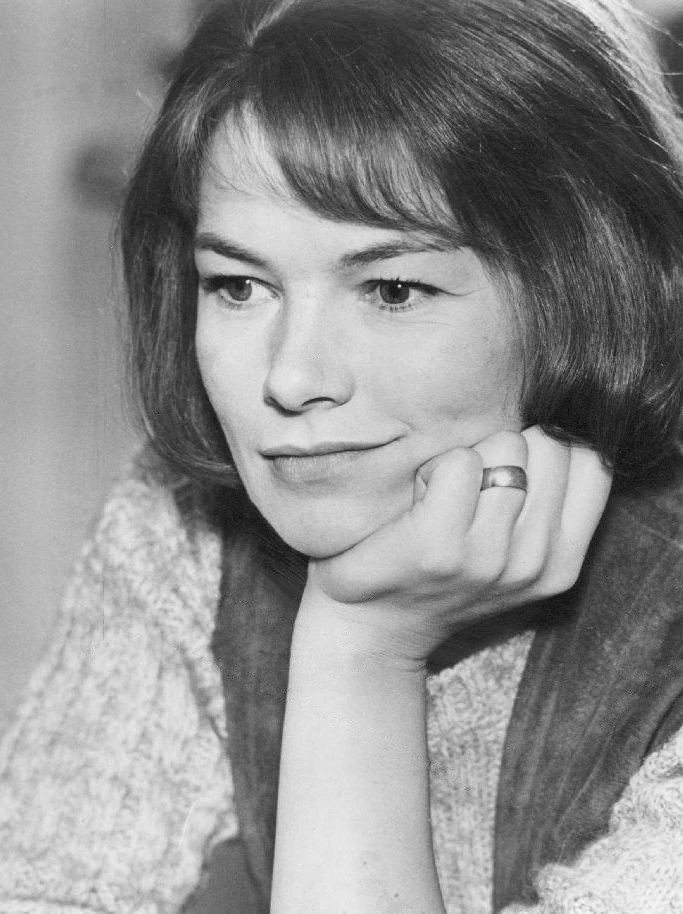
Glenda Jackson

Glenda är ett walesiskt kvinnonamn som betyder god.
Den 31 december 2014 fanns det totalt 45 kvinnor folkbokförda i Sverige med namnet Glenda, varav 37 bar det som tilltalsnamn.
Namnsdag: saknas

## Personer med namnet Glenda
- Glenda Jackson, brittisk skådespelare